# Ike & Tina Turner
Az Ike & Tina Turner amerikai R&B/soul/blues/funk rock duó volt 1960-tól 1976-ig. Tagjai Ike Turner és felesége, Tina Turner voltak. Koncerteken Ike Turner zenekara, a Kings of Rhythm szolgáltatta a zenei alapot, a vokált pedig a The Ikettes nevű trió biztosította. Koncerteken az "Ike & Tina Turner Revue" nevet használták. 1991-ben bekerültek a Rock & Roll hírességek csarnokába (Rock & Roll Hall of Fame). A Rolling Stone magazin "20 legjobb zenei duó" listáján a második helyet szerezték meg.

## Története
1960-ban alakultak meg a Missouri állambeli Saint Louis-ban. Ike és Tina Turner 1962-ben házasodtak össze. Korai dalaik, mint "A Fool in Love", az "It's Gonna Work Out Fine" és az "I Idolize You" jelentősen hozzájárultak a soul zene fejlődéséhez. A Creedence Clearwater Revival "Proud Mary" című dalának feldolgozásával megnyerték a Grammy-díjat a "legjobb R&B előadás – énekegyüttes" (Best R&B Performance by a Vocal Group) kategóriában. Első nemzetközi sikereket elért daluk a "Nutbush City Limits" volt. 1976-ban feloszlottak, 1978-ban pedig Ike és Tina Turner elváltak. Tina Turner ezután szóló karrierbe kezdett, Ike Turner pedig 2007-ben elhunyt. 2023-ban Tina Turner is elhunyt.

## Diszkográfia
- 1961: The Soul of Ike & Tina Turner
- 1962: Dynamite!
- 1963: Don't Play Me Cheap
- 1963: It's Gonna Work Out Fine
- 1966: Get It – Get It
- 1966: River Deep – Mountain High
- 1968: So Fine
- 1969: Outta Season
- 1969: Cussin', Cryin' & Carryin' On
- 1969: The Hunter
- 1970: Come Together
- 1970: Workin' Together
- 1971: 'Nuff Said
- 1972: Feel Good
- 1973: Let Me Touch Your Mind
- 1973: Nutbush City Limits
- 1974: The Gospel According to Ike & Tina
- 1974: Sweet Rhode Island Red
- 1977: Delilah's Power
- 1978: Airwaves
- 1980: The Edge